# Willem Lieftinck
Willem Hendrik Lieftinck (Amsterdam, 25 oktober 1865 – Utrecht, 3 juni 1922) was een Nederlands predikant en politicus.

## Leven en werk
Ds. Lieftinck werd in 1865 in Amsterdam geboren als een zoon van Jan Hermannus Lieftinck. Hij studeerde theologie aan de Universiteit van Amsterdam. Hij begon zijn carrière als predikant te Lichtenvoorde. Daarna was hij ook werkzaam als predikant in Loenen en Muiderberg. In 1905 was hij kandidaat Tweede Kamerlid voor de Christen-Democratische Partij. In 1913 was hij kandidaat Tweede Kamerlid voor de Nationale Bond Protestantsche Kiezers. Lieftinck was medeoprichter van de Christelijk-Sociale Partij en hij was van 1914 tot 1916 secretaris van de Nationale Bond Protestantsche Kiezers.
Lieftinck trouwde op 25 mei 1893 te Baarn met Gerarda Johanna van Hoolwerff en samen hadden ze een zoon; de doorbraakpoliticus en hoogleraar Piet Lieftinck. Willem Lieftinck was verwant aan het liberale Tweede Kamerlid ds. Franciscus Lieftinck.